# Erwin Waldner junior
Erwin Waldner junior (* 15. August 1966) ist ein ehemaliger deutscher Fußballspieler. Er ist der Sohn des Nationalspielers Erwin Waldner.
Waldner spielte in der Jugend zunächst für den TB Neckarhausen und den FV 09 Nürtingen, ehe er sich dem VfB Stuttgart anschloss. Er wurde mit dem VfB Deutscher A-Juniorenmeister 1983/84 und war beim 3:1-Endspielsieg nach Verlängerung gegen den 1. FC Kaiserslautern über die volle Spieldistanz im Einsatz. In der Saison 1985/86 gehörte Waldner dem Profikader des VfB Stuttgart an, ohne dabei in der Bundesliga eingesetzt zu werden.
Nach dieser Spielzeit wechselte er zu den Stuttgarter Kickers. Er debütierte am 28. Februar 1987 in der Startaufstellung der Kickers beim 4:0-Heimsieg am 23. Spieltag der Zweitligaspielzeit 1986/87 gegen den 1. FC Saarbrücken in der 2. Bundesliga und erzielte dabei in der 40. Spielminute den zweiten Treffer des Spiels. Seinen zweiten und letzten Zweitligaeinsatz absolvierte er am 4. April 1987, als er im Spiel gegen Rot-Weiß Oberhausen in der 75. Minute eingewechselt wurde. Nachdem Waldner mit den Kickers in der Saison 1987/88 ohne einen eigenen Saisoneinsatz den Bundesligaaufstieg erreicht hatte, wechselte er zum VfL Kirchheim/Teck. Für den VfL absolvierte er in der Spielzeit 1988/89 fünf Einsätze in der Oberliga Baden-Württemberg. In der Saison 1990/91 war Waldner für den TSV Pliezhausen aktiv.
Erwin Waldner jr. führt heute die Burrenhof Gastronomie in Erkenbrechtsweiler.